# Marge Champion
Pour les articles homonymes, voir Champion (homonymie) et Belcher.
Marge Champion, née Marjorie Celeste Belcher le 2 septembre 1919 à Los Angeles et morte le 21 octobre 2020 dans la même ville, est une chorégraphe, danseuse, pédagogue et actrice américaine.

## Biographie
Marge Champion est la fille d'Ernest Belcher, un professeur de danse de Los Angeles. Elle a dansé à Broadway et dans de nombreux films.
Elle a été mariée :
- de 1937 à 1940 à Art Babbitt, un animateur du studios Disney
- de 1947 à 1973 à Gower Champion
- de 1977 à 1981 à Boris Sagal.

Durant la production de Blanche-Neige et les Sept Nains, Marge Champion, alors jeune danseuse, elle est engagée pour servir de modèle à la gestuelle de Blanche-Neige durant sa danse avec les nains. Louis Hightower, un des partenaires de scène de Marjorie Belcher, a servi de modèle au Prince qui sera interprété par Harry Stockwell, père de l'acteur Dean Stockwell. Cette danse est reprise par Belle Marianne dans Robin des Bois (1973) lors de la séquence de la fête dans la forêt de Sherwood.
Marjorie a aussi servi de modèle pour le personnage de la Fée Bleue dans Pinocchio (1940) mais graphiquement la fée est selon le souhait de Walt Disney « attirante mais pas glamour » tandis que la voix a été confiée à Evelyn Venable, ayant un timbre doux et pur.
À 18 ans elle épouse en 1937 Art Babbitt, un animateur du studio qui travailla sur le personnage de la Reine/Sorcière.

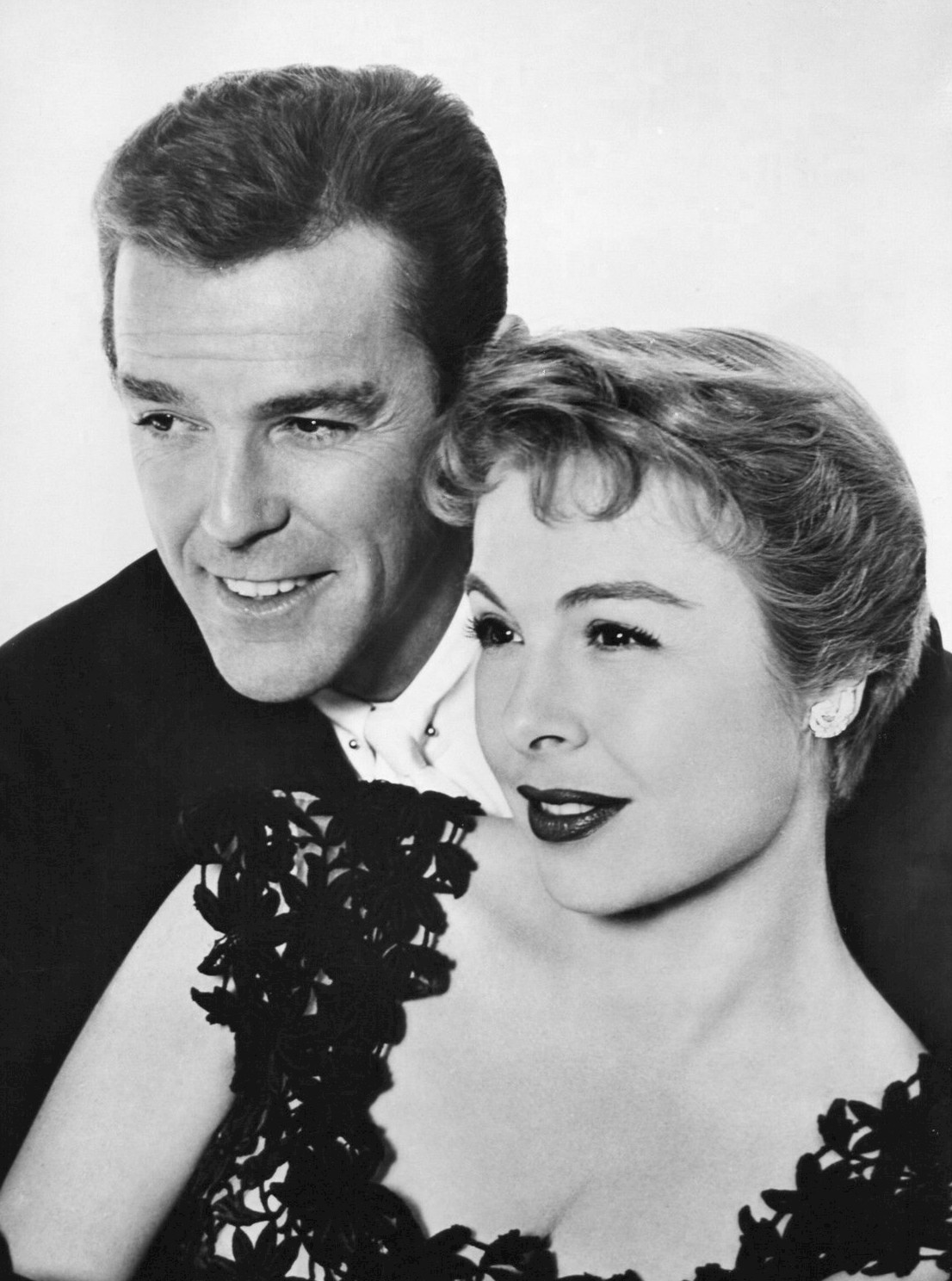
Marge et Gower Champion en 1957.

Marjorie ne connaît la gloire que quelques années plus tard, sous le nom de Marge Champion, après son second mariage à 28 ans avec le danseur/chorégraphe Gower Champion en 1947 qu'elle avait connu à l'école à 12 ans. Le couple aura deux enfants, Blake et Gregg,, puis ils divorcent en janvier 1973.
Comme elle travaille principalement en Californie, elle élit définitivement domicile à Los Angeles. Elle fait plusieurs apparitions au cinéma et à la télévision, jusqu'au début des années 1980.
À 58 ans, elle se remarie avec le réalisateur Boris Sagal qui sera tué accidentellement quatre ans plus tard en 1981 avec l'hélice d'un hélicoptère, lors de la production d'une mini-série. Elle devient ainsi la belle-mère des cinq enfants de Sagal, soit Katey, (en) Jean, (en) Liz, (en) Joey et David. Son propre fils Blake meurt dans un accident de la route à 25 ans en 1987.
Elle meurt à 101 ans, dans la maison de son fils à Los Angeles, le 21 octobre 2020,.

## Filmographie partielle
- 1939 : Deuxième à gauche (All Women Have Secrets) de Kurt Neumann
- 1939 : What a Life de Theodore Reed
- 1951 : Show Boat de George Sidney
- 1952 : Les Rois de la couture (Lovely to Look at) de Mervyn LeRoy
- 1954 : Donnez-lui une chance (Give a Girl a Break) de Stanley Donen
- 1955 : Tout le plaisir est pour moi (Three for the Show) de H. C. Potter
- 1968 : La Party (The Party) de Blake Edwards
- 2010 : Keep Dancing de Greg Vander Veer[réf. nécessaire]